# أتزينيتا ديل مايسترات
بلدية الزَّناتة أو (نقحرة: أتزينيتا ديل مايسترات) (بالإسبانية: Atzeneta del Maestrat)‏، هي إحدى بلديات مقاطعة قسطلونة التي تقع في منطقة بلنسية، في شرق إسبانيا.
يبلغ عدد سكانها 1.463 نسمة وفقاً لإحصائية سنة (2006).